# Jon Jonsson i Mo
Jonas (Jon) Jonsson (i riksdagen kallad Jonsson i Mo), född 1 januari 1818 i Ockelbo, död där 28 november 1899, var en svensk lantbrukare och riksdagsman. 
Jon Jonsson var riksdagsledamot i andra kammaren 1867–1868 för Ockelbo och Hamrånge samt Hille och Valbo tingslags valkrets.